# Línea 9 (TUCARSA)
La línea 9 de la red de autobuses urbanos de Cartagena (TUCARSA), también denominada Icue Bus 2, es una línea circular que une el casco histórico con el resto de la ciudad en el sentido horario. El sentido contrario lo proporciona la línea 8 (Icue Bus).

## Características
Esta línea circular atraviesa el casco histórico de Cartagena, uniéndola con el resto de barrios céntricos rodeando la ciudad. Junto con la línea 8, fueron las primeras en ofrecer transbordo gratuito entre otras líneas.
La línea no mantiene los mismos horarios todo el año, desde el 1 al 31 de agosto se reducen el número de expediciones los días laborables entre semana (sábados laborables, domingos y festivos tienen los mismos horarios todo el año), además de los días excepcionales vísperas de festivo y festivos de Navidad en los que los horarios también cambian y se reducen.
Es operada por ALSA (TUCARSA).

## Horarios

### 1 septiembre - 31 julio
| Lunes a viernes laborables             |             |             |             |             |             |             |             |             |             |             |             |             |             |          |       |
| L9 Icue Bus 2: C/ Serreta > Mandarache |             |             |             |             |             |             |             |             |             |             |             |             |             |          |       |
| 07                                     | 08          | 09          | 10          | 11          | 12          | 13          | 14          | 15          | 16          | 17          | 18          | 19          | 20          | 21       | 22    |
| 00 30 45                               | 00 15 30 45 | 00 15 30 45 | 00 15 30 45 | 00 15 30 45 | 00 15 30 45 | 00 15 30 45 | 00 15 30 45 | 00 15 30 45 | 00 15 30 45 | 00 15 30 45 | 00 15 30 45 | 00 15 30 45 | 00 15 30 45 | 00 15 30 | 00 30 |
| Sábados laborables                     |             |             |             |             |             |             |             |             |             |             |             |             |             |          |       |
| L9 Icue Bus 2: C/ Serreta > Mandarache |             |             |             |             |             |             |             |             |             |             |             |             |             |          |       |
| 07                                     | 08          | 09          | 10          | 11          | 12          | 13          | 14          | 15          | 16          | 17          | 18          | 19          | 20          | 21       | 22    |
| 00 30                                  | 00 30       | 00 30       | 00 30       | 00 30       | 00 30       | 00 30       | 00 30       | 00 30       | 00 30       | 00 30       | 00 30       | 00 30       | 00 30       | 00 30    | 00    |
| Domingos y festivos                    |             |             |             |             |             |             |             |             |             |             |             |             |             |          |       |
| L9 Icue Bus 2: C/ Serreta > Mandarache |             |             |             |             |             |             |             |             |             |             |             |             |             |          |       |
| 07                                     | 08          | 09          | 10          | 11          | 12          | 13          | 14          | 15          | 16          | 17          | 18          | 19          | 20          | 21       | 22    |
|                                        |             | 00 30       | 00 30       | 00 30       | 00 30       | 00 30       | 00 30       | 00 30       | 00 30       | 00 30       | 00 30       | 00 30       | 00 30       | 00       |       |

### 1 - 31 agosto
| Lunes a viernes laborables             |             |             |             |             |             |             |             |       |       |       |       |       |       |       |    |
| L9 Icue Bus 2: C/ Serreta > Mandarache |             |             |             |             |             |             |             |       |       |       |       |       |       |       |    |
| 07                                     | 08          | 09          | 10          | 11          | 12          | 13          | 14          | 15    | 16    | 17    | 18    | 19    | 20    | 21    | 22 |
| 00 30 45                               | 00 15 30 45 | 00 15 30 45 | 00 15 30 45 | 00 15 30 45 | 00 15 30 45 | 00 15 30 45 | 00 15 30 45 | 00 30 | 00 30 | 00 30 | 00 30 | 00 30 | 00 30 | 00 30 | 00 |
| Sábados laborables                     |             |             |             |             |             |             |             |       |       |       |       |       |       |       |    |
| L9 Icue Bus 2: C/ Serreta > Mandarache |             |             |             |             |             |             |             |       |       |       |       |       |       |       |    |
| 07                                     | 08          | 09          | 10          | 11          | 12          | 13          | 14          | 15    | 16    | 17    | 18    | 19    | 20    | 21    | 22 |
| 00 30                                  | 00 30       | 00 30       | 00 30       | 00 30       | 00 30       | 00 30       | 00 30       | 00 30 | 00 30 | 00 30 | 00 30 | 00 30 | 00 30 | 00 30 | 00 |
| Domingos y festivos                    |             |             |             |             |             |             |             |       |       |       |       |       |       |       |    |
| L9 Icue Bus 2: C/ Serreta > Mandarache |             |             |             |             |             |             |             |       |       |       |       |       |       |       |    |
| 07                                     | 08          | 09          | 10          | 11          | 12          | 13          | 14          | 15    | 16    | 17    | 18    | 19    | 20    | 21    | 22 |
|                                        |             | 00 30       | 00 30       | 00 30       | 00 30       | 00 30       | 00 30       | 00 30 | 00 30 | 00 30 | 00 30 | 00 30 | 00 30 | 00    |    |

## Recorrido y paradas
| Parada                                         | Común con         |
| ---------------------------------------------- | ----------------- |
| Serreta - Caridad                              |                   |
| Gisbert - Escuelas Graduadas                   | 8                 |
| Gisbert - Ascensor Panorámico                  | 8                 |
| Gisbert - Alfonso XII                          | 8                 |
| Trovero Martín - Puertas de San José           |                   |
| Esparta (Par) - Doctor Pérez Espejo            | 2 3               |
| Ciudad de La Unión (Par) - UNED                | 3                 |
| Ciudad de La Unión (Par) - Avda. de Murcia     | 3                 |
| Ciudad de La Unión (Par) - C. C. Mandarache    | 3                 |
| Parking Disuasorio Severo Ochoa                |                   |
| Jorge Juan - Juan Fernández                    | 3                 |
| Jorge Juan - Asociación de Vecinos             | 2 3               |
| Jorge Juan - Enrique Martínez Muñoz            | 1 3               |
| Alameda de San Antón - Escudo                  | 5 6 7 12 14       |
| Alameda de San Antón - Carlos V                | 5 6 7 12 14       |
| Alameda de San Antón - Soldado Rosique         | 5 6 7 12 14       |
| Alameda de San Antón (Impar) - Plaza de España | 5 6 7 12 14 30 41 |
| Plaza de España - Carmen                       |                   |
| San Juan - Artillería                          |                   |
| Serreta - Caridad                              |                   |